# Ремень безопасности

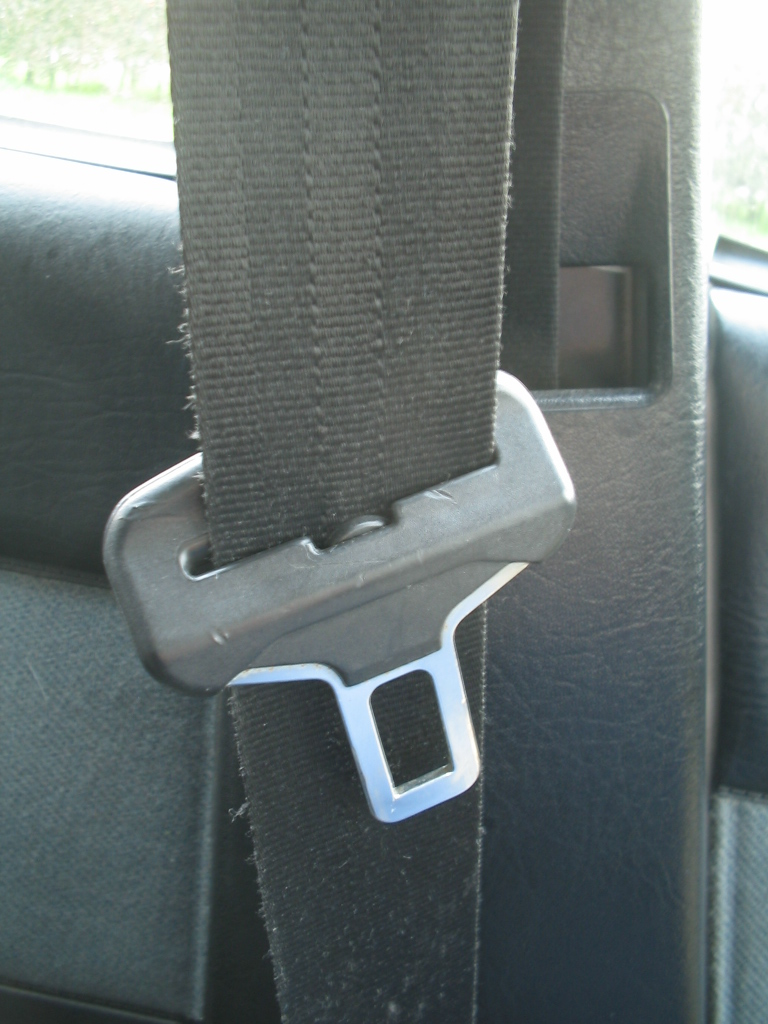
Ремень безопасности

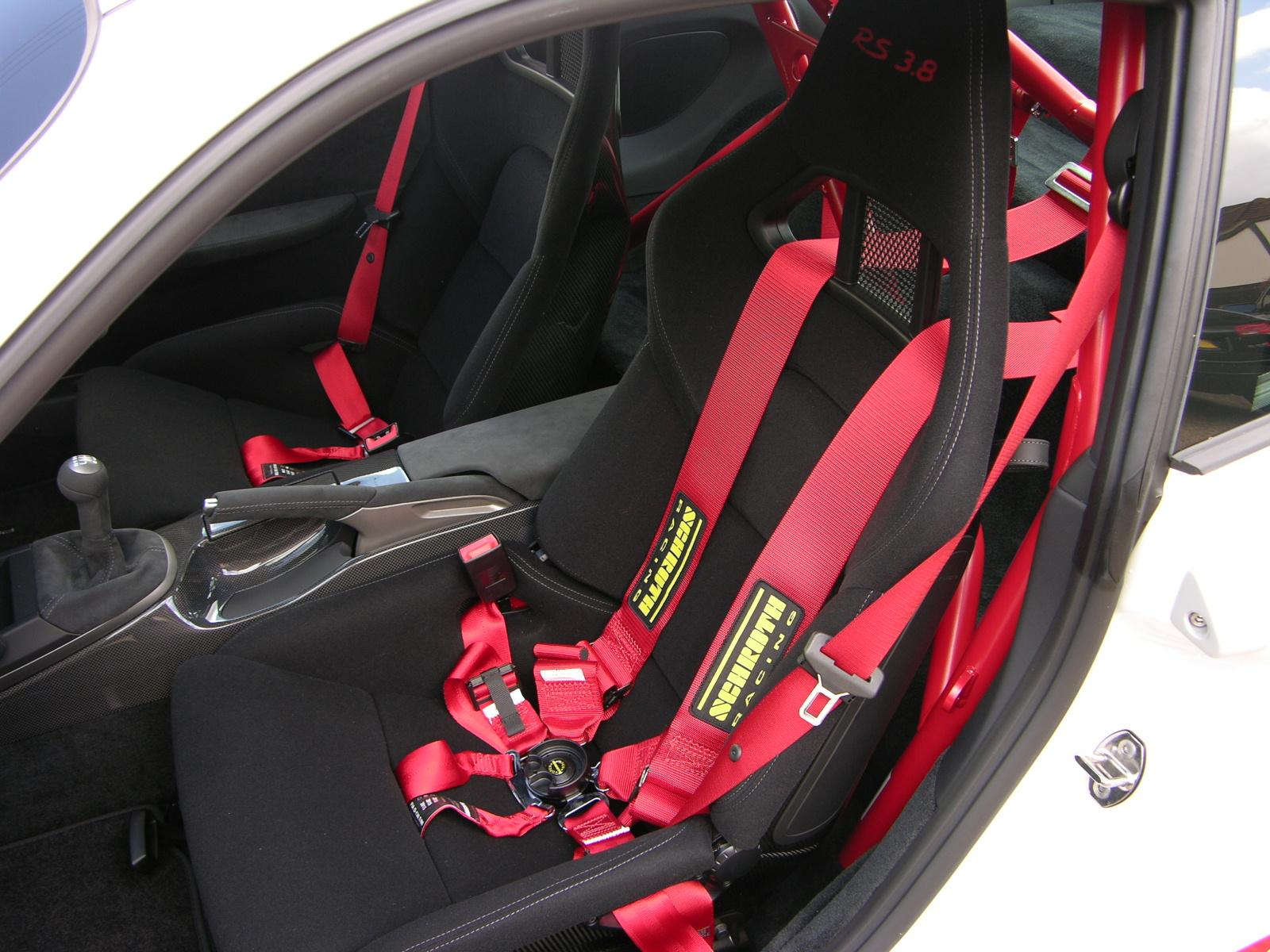
Шеститочечные ремни безопасности в гоночном автомобиле

Реме́нь безопа́сности — средство пассивной безопасности, предназначенное для удержания пассажира транспортного средства на месте в случае аварии либо внезапной остановки. Применение ремня безопасности предотвращает перемещение пассажира по инерции, и, соответственно, возможные его столкновения с деталями интерьера транспортного средства или с другими пассажирами (так называемые вторичные удары), при переворотах автомобиля человек удерживается в кресле от падения на потолок автомобиля, ремень гарантирует, что пассажир будет находиться в положении, обеспечивающем безопасное раскрытие подушек безопасности. Помимо этого, ремни безопасности при аварии немного растягиваются, тем самым поглощая кинетическую энергию пассажира и дополнительно тормозя его движение, и распределяют усилие торможения на бо́льшую поверхность. Растяжение ремней безопасности осуществляется с помощью устройств удлинения и амортизации, снабжённых энергопоглощающими технологиями. Иногда используются в ремнях безопасности устройства натяжения.

## Законодательство

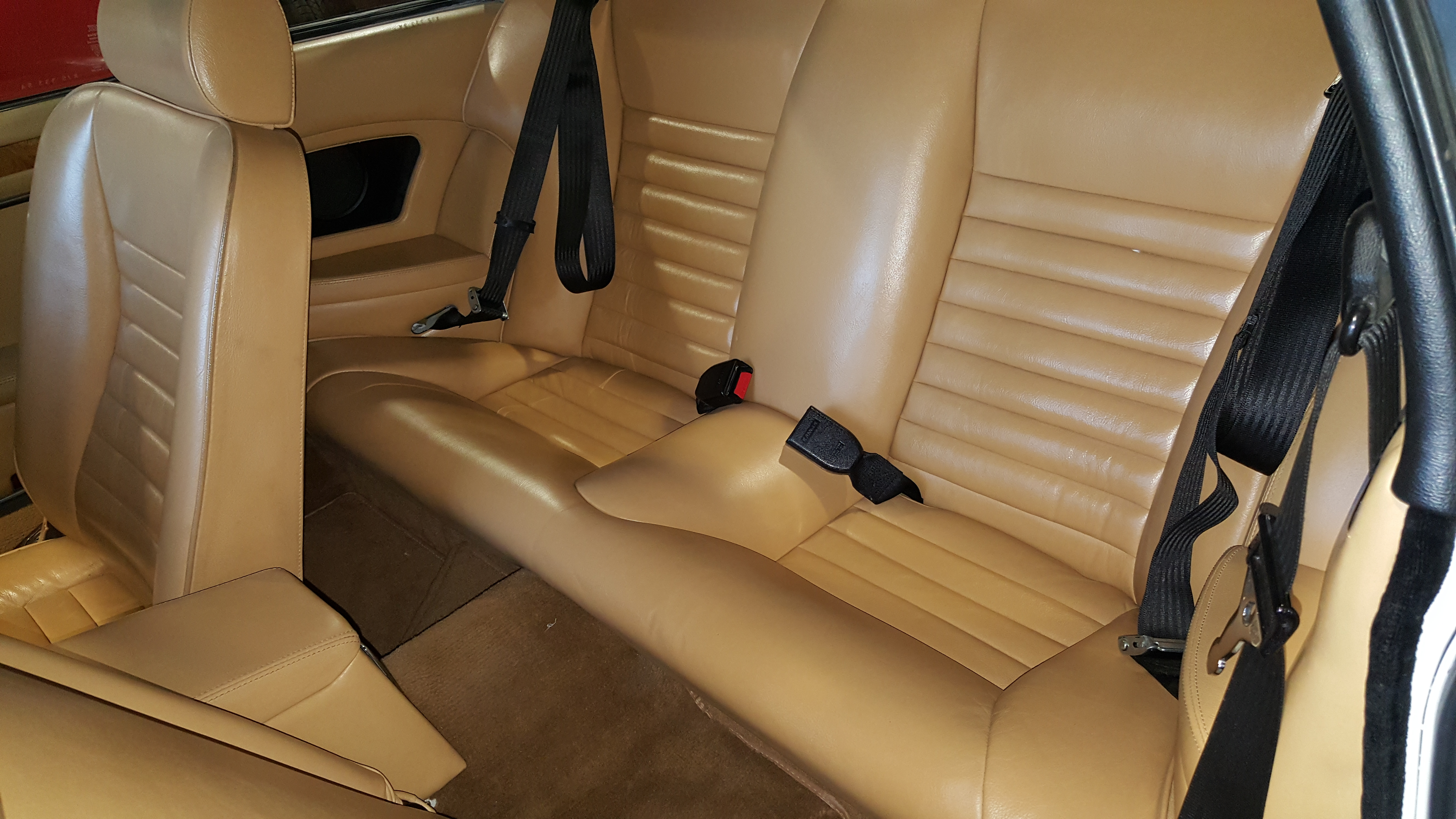
Ремни безопасности для задних пассажиров

В России согласно Правилам дорожного движения использование ремней безопасности обязательно для водителя и всех пассажиров оборудованного ремнями безопасности транспортного средства, в том числе находящихся на заднем сиденье. До достижения 12-летнего возраста и роста более полутора метра ребёнок, согласно российским правилам дорожного движения, не имеет право передвигаться в транспортном средстве без закреплении в детском автокресле.

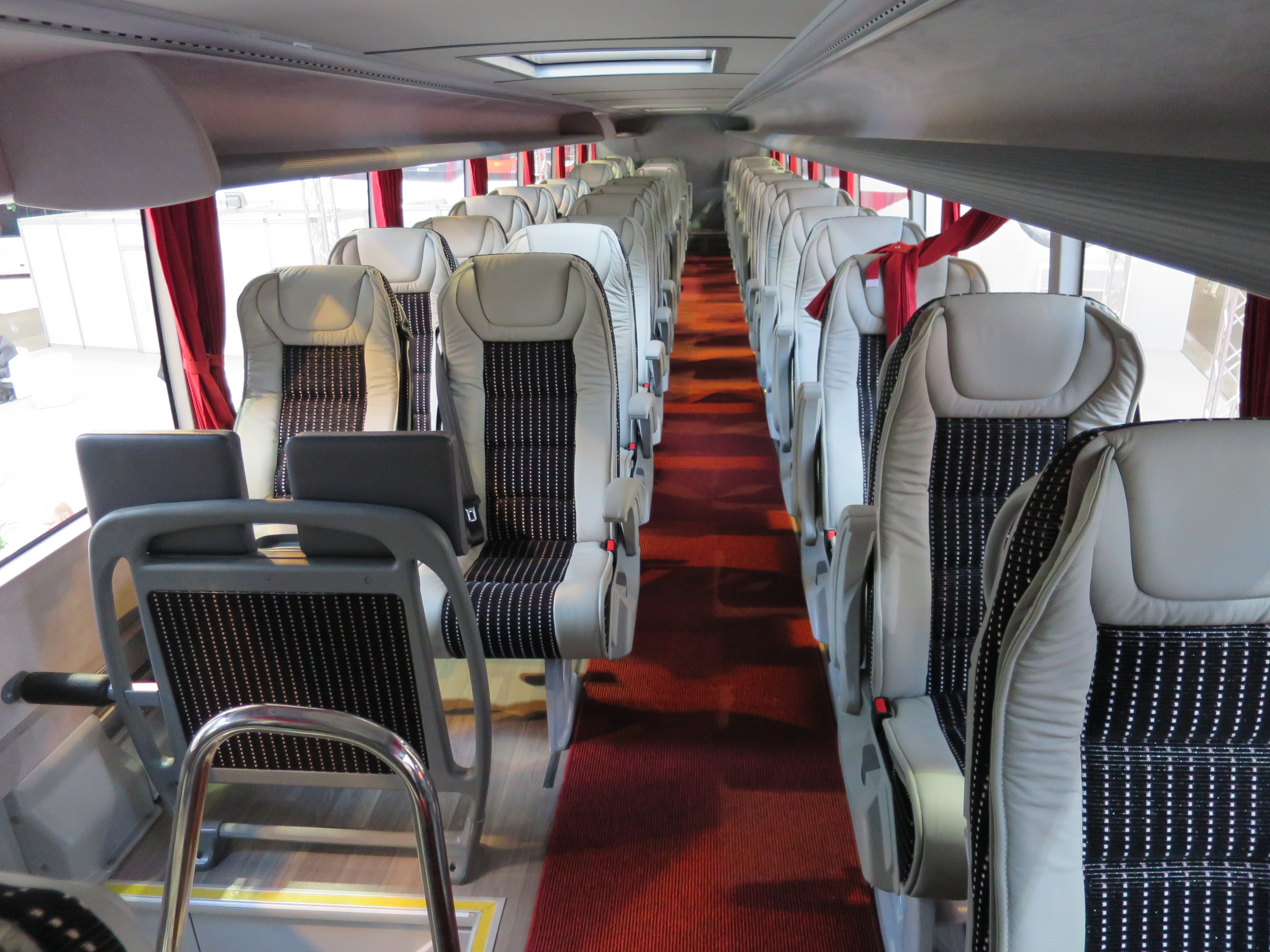
Ремни безопасности в автобусе дальнего следования

Ремни безопасности обязательно должны быть в междугородных автобусах и пассажиры в таких автобусах должны пристёгиваться

## История

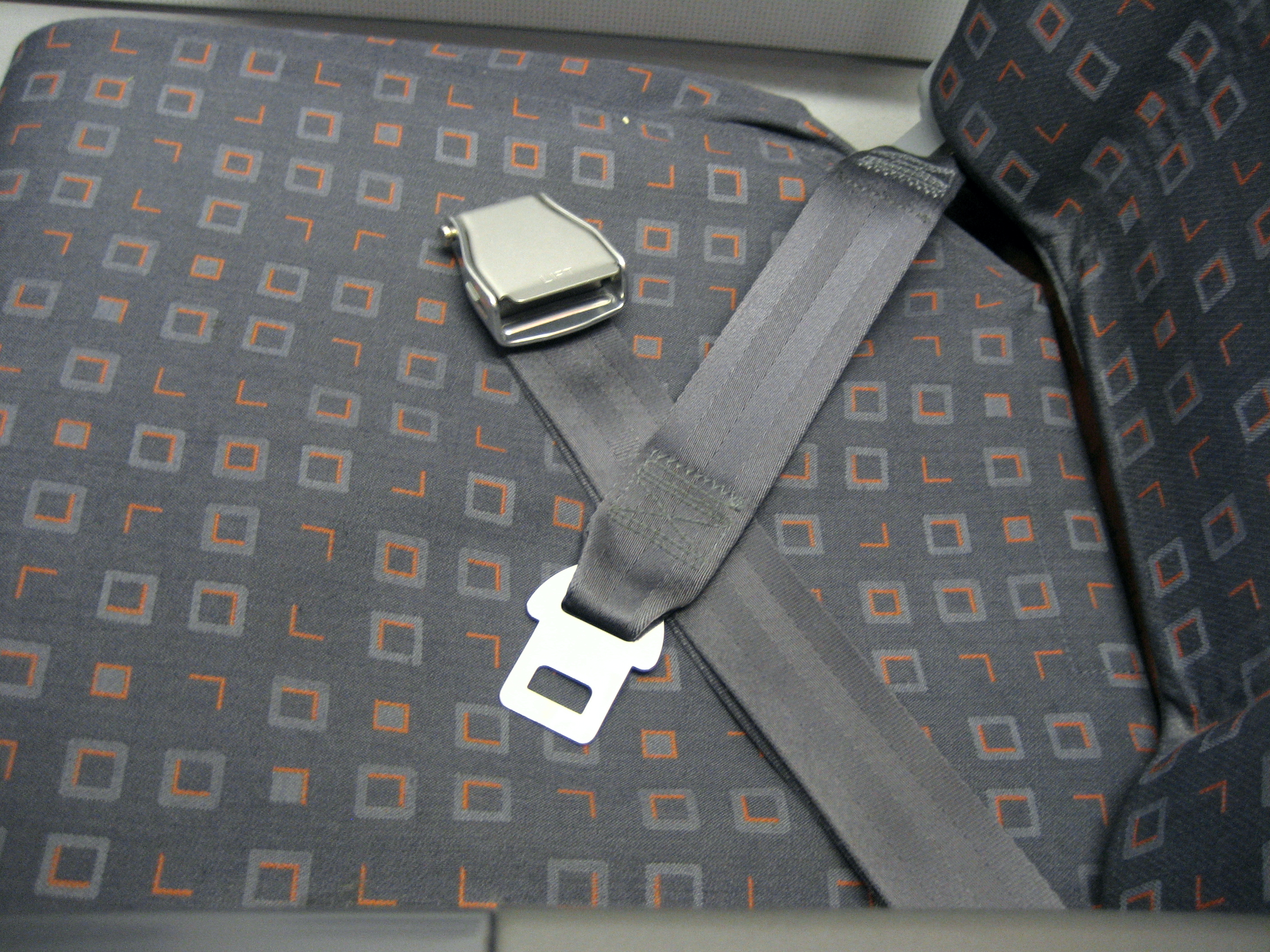
Ремень безопасности в пассажирском салоне самолёта

В начале XIX века ремни безопасности предложил использовать английский изобретатель Джордж Кэйли.
В 1885 году в США был выдан первый патент на подобное приспособление.
В 1903 году Луи Рено изобрёл пятиточечный ремень безопасности.
В 1909 году в Англии было изобретено устройство безопасности, состоявшее из спиральной пружины большого диаметра и лямок. Назначение устройства — удерживать пассажира на автомобильном сиденье.
В 1913 году впервые в истории авиации ремень применил Адольф Пегу, однако до 1930-х годов ремни в самолётах не использовались.
В начале 1920-х годов ремнями безопасности начали пользоваться автогонщики. Но так как существовавшие в то время ремни безопасности были неудобными для ежедневного использования, они не получили широкого распространения на серийных автомобилях.
В конце 1950-х годов инженер по безопасности шведской автомобильной компании Volvo Нильс Болин, ранее работавший над катапультными креслами в Saab AB, разработал трёхточечный ремень безопасности. После года тестов Болин установил, что лучше всего пассажира удерживает в кресле ремень, протянутый через плечо к бедру, который к тому же можно застегнуть одной рукой. Новый ремень Volvo представила в 1959 году.
В 1957 году Швеция стала первой в мире страной, узаконившей использование ремней безопасности.
В 1961 году примеру шведов последовал американский штат Висконсин.
1 апреля 1970 года власти Франции обязали автопроизводителей устанавливать ремни безопасности на передних сиденьях новых автомобилей. В том же году сделали установку ремней безопасности обязательной Республика Берег Слоновой Кости и австралийский штат Виктория.
В СССР начиная с 1969 года новые легковые автомобили начали оборудовать местами крепления ремней, но массовый выпуск ремней безопасности был налажен только в конце 1974 года.
С 1 апреля 1975 года новая редакция правил дорожного движения в СССР, в частности, пункт № 12 предусматривал, что перед началом движения водитель и пассажиры автомобиля обязаны быть пристёгнуты ремнями безопасности, если таковые предусмотрены конструкцией автомобиля.
С 1977-го ремни безопасности стали устанавливать на ГАЗ-24.
Обязательное применение ремней для передних сидений узаконено в 1979 году.
Со временем конструкция ремней безопасности совершенствовалась, в частности, они стали саморегулирующимися, а устанавливать их стали не только на передних, но и на задних сиденьях.

## Типы
По числу мест крепления к каркасу ремни безопасности делят на двух-, трёх- и многоточечные (обычно шеститочечные):

### Двухточечные

#### Бедренные
Были введены в автомобилях «Nash Motors» в 1949 году.

#### Поясные
До недавнего времени применялись многими производителями автомобилей на задних пассажирских сиденьях; также применяются на некоторых автобусах. Широко применяются на самолётах, поскольку, удерживая пассажира в кресле, тем не менее обеспечивают возможность свободного принятия позы для безопасной посадки.

#### Плечевые
Проходят от бедра к плечу. Применялись в автомобилях 1960-х годов, но не были очень удачными, поскольку при аварии пассажир мог легко выскользнуть из-под такого ремня.

### Трёхточечные

Трёхточечный ремень безопасности

Трёхточечный ремень сочетает в себе плечевой и поясной ремни, но при этом представляет собой единый отрезок ремня, по которому перемещается пряжка, что обеспечивает удобство пристёгивания или отстёгивания. При аварии усилие торможения распределяется по значительной поверхности груди, плеч и бедренного пояса, что значительно облегчает перенесение соударения. Трёхточечный ремень был изобретён Нильсом Болином и впервые был применён в серийном автомобиле Volvo PV 544 в 1959 году.
До 1980-х годов трёхточечные ремни преимущественно использовались только на передних сиденьях автомобилей; задние сиденья были оборудованы либо поясными, либо плечевыми ремнями безопасности. Однако свидетельства в пользу того, что поясные ремни могут привести к смещению позвонков и параличу («синдром ремня безопасности») привели к пересмотру правил безопасности практически во всех развитых странах, и было принято требование оборудования трёхточечными ремнями всех сидений. С 1 сентября 2007 года все новые автомобили, продаваемые в США, оснащаются трёхточечными ремнями.
Помимо изменений в правилах, «синдром ремня безопасности» привёл к ряду судебных процессов. В частности, в Лос-Анджелесе процесс завершился вердиктом жюри присяжных оштрафовать компанию Ford на 45 миллионов долларов.
Пристёгивать трёхточечными ремнями детей и вообще людей с небольшим торсом не рекомендуется, так как при типичных габаритах сиденья и положении точек крепления верхний сегмент ремня будет проходить в опасной близости к горлу пристёгнутого.
Трёхточечные ремни бывают также двух видов: инерционные и неинерционные.
Инерционные: используются на большинстве современных автомобилей. В непристёгнутом состоянии инерционный ремень втягивается специальным устройством, и, таким образом, располагается вдоль стенки салона. Чтобы пристегнуться инерционным ремнём, нужно вытянуть его и закрепить в замке для ремня. После отстёгивания такой ремень автоматически возвращается на своё место.
Неинерционные: такие ремни автоматически в отстегнутом состоянии не убираются, а остаются лежать на сиденье.
Есть существенная разница в том, как правильно пристегнуться инерционным ремнём и неинерционным. Если инерционный ремень автоматически подстроит свою длину и будет плотно удерживать человека сам, то для неинерционного ремня необходимо предварительно подобрать длину лямки. В пристёгнутом состоянии длина должна быть такой, чтобы между лямкой и грудной клеткой помещалась ваша ладонь. Не нужно ни слишком ослаблять ремень, ни слишком затягивать, так как это может привести к травмам.

Также существуют ремни с преднатяжителем. Преднатяжитель срабатывает во время аварии: он регулирует силу удержания человека ремнём.

### Многоточечные

Многоточечные ремни безопасности гоночного автомобиля

Применяются в пилотских кабинах самолётов и вертолётов, гоночных автомобилей и т. д. В гоночных автомобилях пяти- и шеститочечные ремни безопасности служат, помимо основного назначения, в качестве дополнительного средства боковой поддержки, удерживая тело водителя на водительском сиденье. В настоящее время в отдельных сериях таких как NASCAR, NHRA, USAC часто используют восьми-, девяти- и даже десятиточечные ремни безопасности, это связано с особыми видами перегрузок, обычных для этих автогонок.
В самолётах гражданской авиации пилоты обычно пристёгиваются четырёхточечными ремнями, а в военных — пяти- и шеститочечными. В космических кораблях также применяются многоточечные ремни безопасности. В автомобильных детских удерживающих устройствах (автолюльках и автокреслах) для пристёгивания ребёнка к устройству часто используют пятиточечные ремни.

## Применение ремней безопасности
В большинстве стран правилами дорожного движения узаконено требование обязательно использовать ремни безопасности (при условии, что транспортное средство оборудовано ими). В России Правила дорожного движения требуют обязательное использование ремней безопасности для водителя и всех пассажиров, в том числе находящихся на заднем сиденье:
Водитель механического транспортного средства обязан: …При движении на транспортном средстве, оборудованном ремнями безопасности, быть пристёгнутым и не перевозить пассажиров, не пристёгнутых ремнями.Пункт 2.1.2 Правил дорожного движения
Нарушение этого правила влечёт наложение административного штрафа в размере 1000 руб.

### Детские автокресла

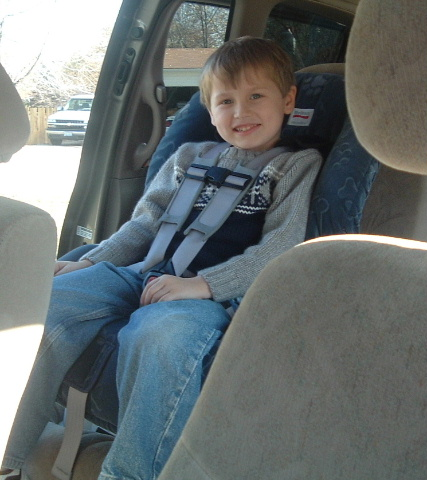
Детское автокресло с ремнями безопасности

Штатные ремни безопасности рассчитаны на габариты взрослого человека. Их использование без дополнительных приспособлений для фиксации детей при аварии может привести к перелому позвоночника, так как детские шейные позвонки ещё не окрепли и при столкновении не способны удержать тяжёлую голову. Дети на штатных сиденьях, пристёгнутые обычными трехточечными ремнями безопасности, получают травмы в пять раз чаще, чем дети, сидящие в детских сиденьях, подобранных по росту и комплекции.
В России при перевозке детей в возрасте до 12 лет обязательно использовать детские автокресла или бустеры, которые позволяют без вреда использовать ремень безопасности. Нарушение влечёт штраф 3000 руб.

### Использование вместе с подушкой безопасности
Использование ремней безопасности обязательно при наличии рядом с местом водителя или пассажира хотя бы одной подушки безопасности. Алгоритм раскрытия подушек разрабатывается в предположении, что водитель (пассажир) во время их раскрытия пристёгнут ремнём. Поэтому срабатывание подушек в момент неконтролируемого резкого смещения тела человека при аварии может привести к непредсказуемым последствиям. Например, при фронтальном ударе непристёгнутый водитель получит раскрывающейся подушкой безопасности удар в голову, по силе превосходящий удар о переднюю панель. В некоторых современных автомобилях раскрытие подушек безопасности при непристёгнутых ремнях блокируется.

### В других транспортных средствах

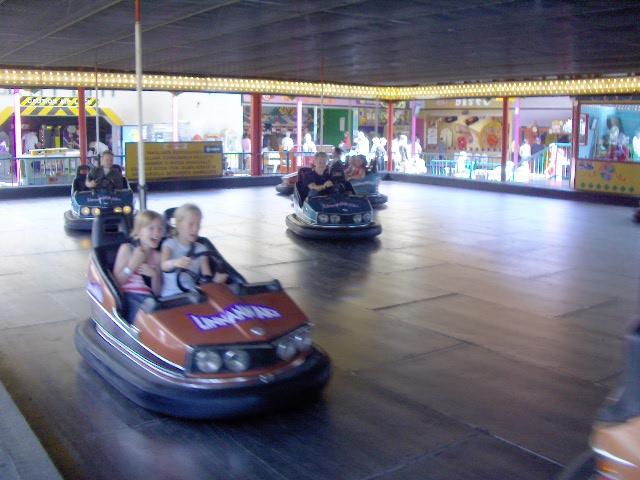
Автодром

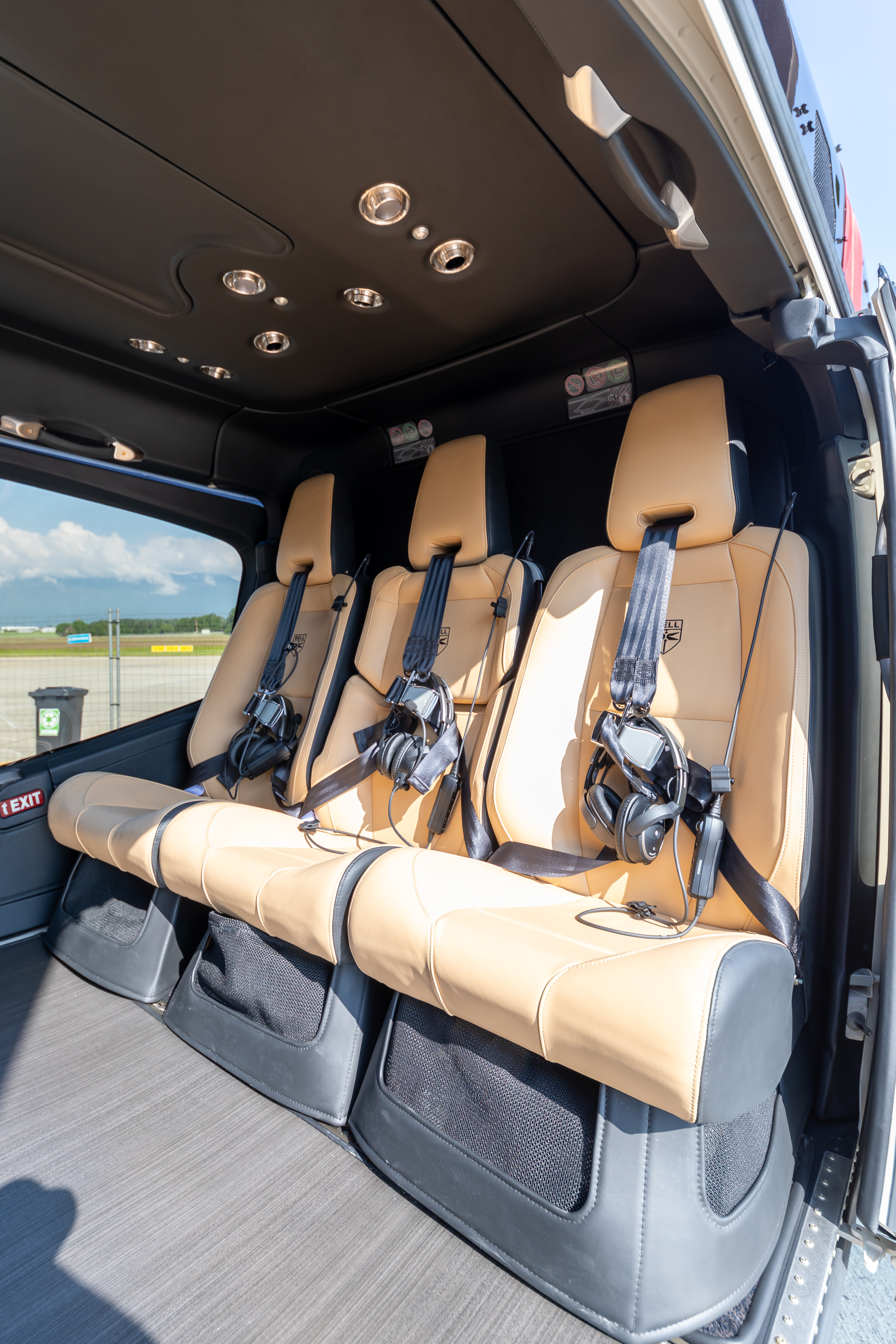
Ремни безопасности в вертолёте

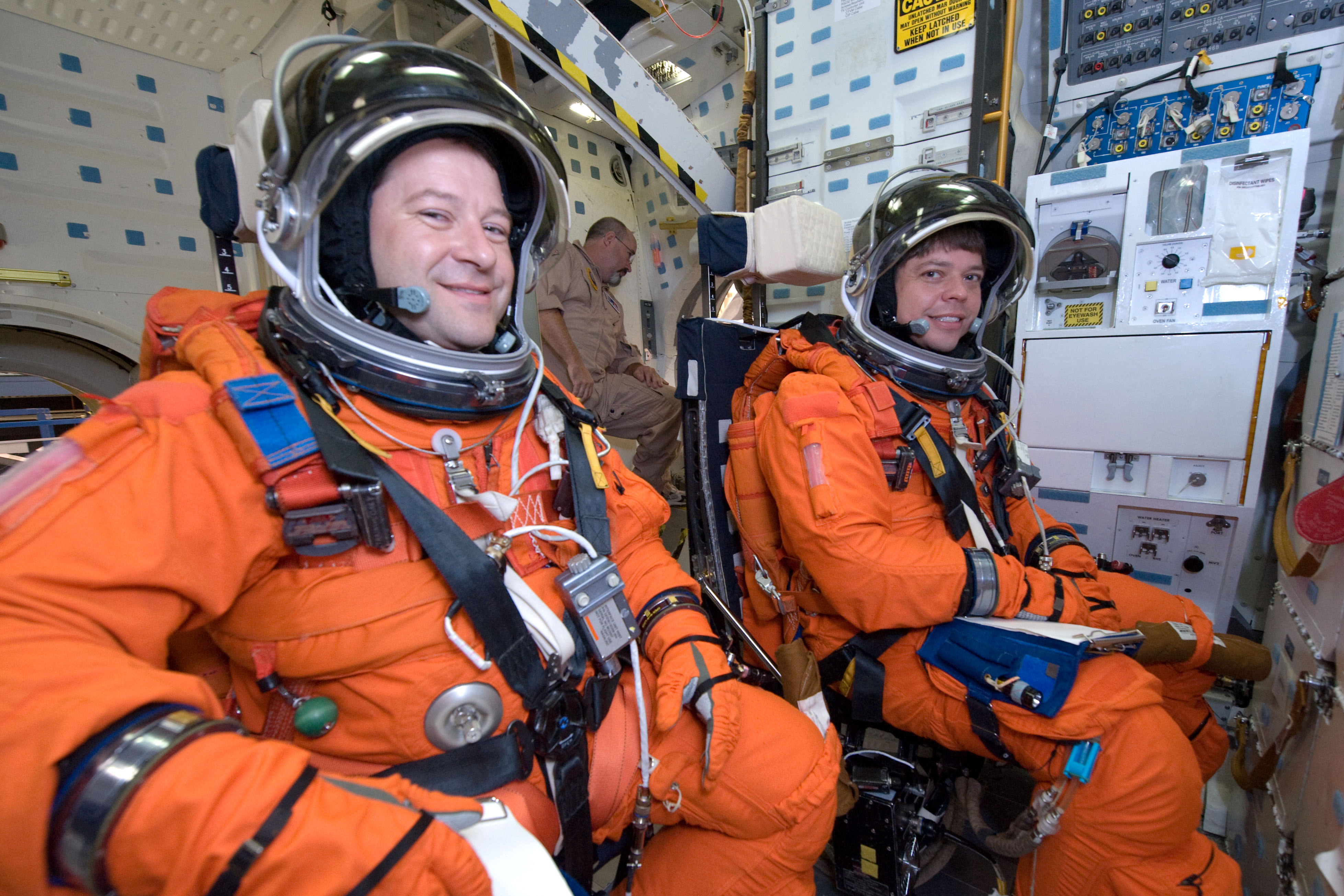
Космонавты с ремнями безопасности

Применяются в самолётах и вертолётах, космических кораблях, поездах (ремни безопасности для верхних полок), в аттракционах, машинках в парке развлечений, в автобусах, грузовиках.

## Эффективность ремней безопасности

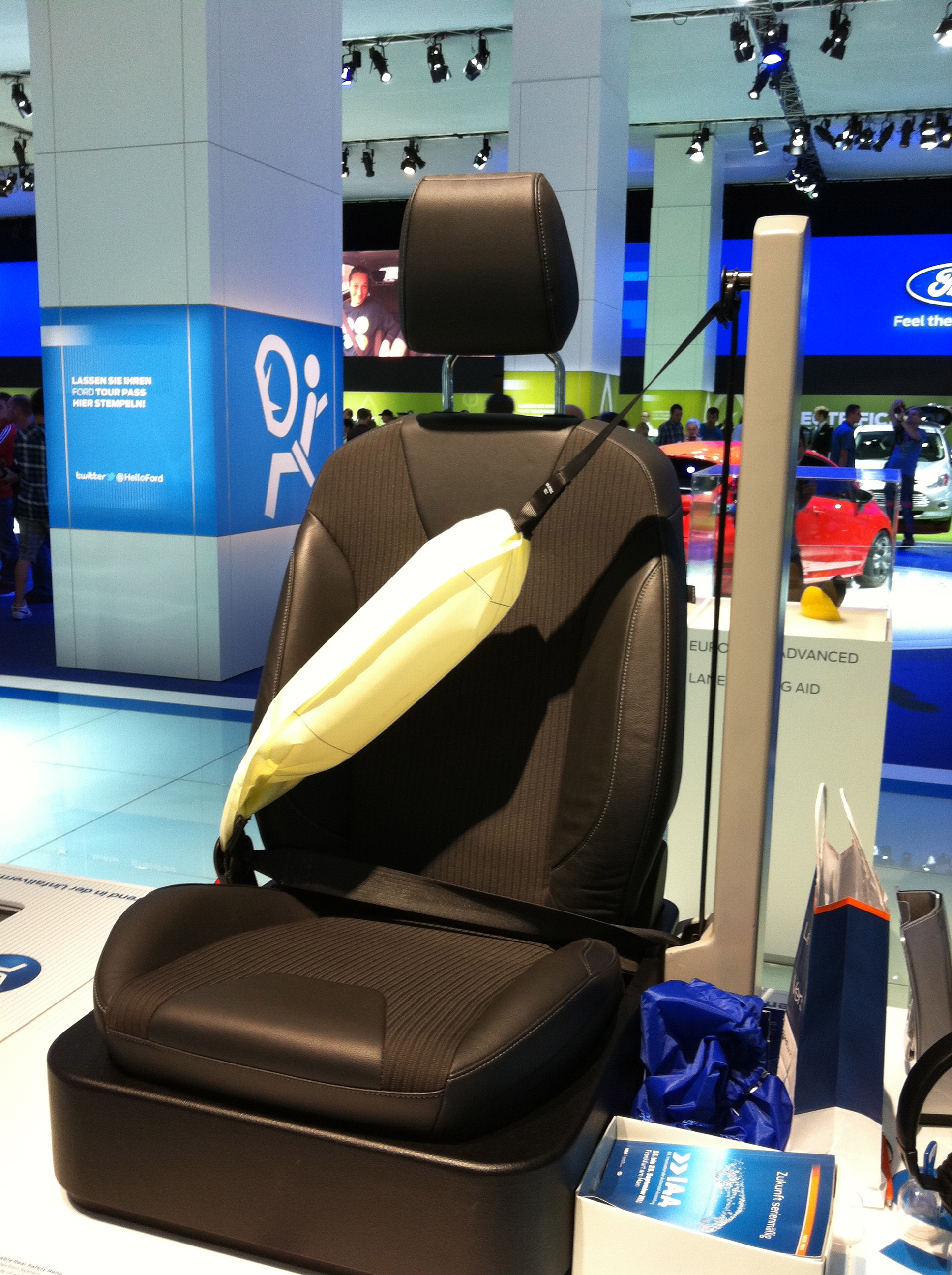
Надувной ремень безопасности

Около 70 % спасений в критичных авариях обеспечивают именно ремни (для сравнения: подушки безопасности — 20 %).
Применение ремня безопасности уменьшает риск гибели водителя:
- При фронтальном (лобовом) столкновении — в 2,3 раза;
- При боковом — в 1,8 раза;
- При опрокидывании — в 5 раз. При опрокидывании автомобиля ремни позволяют избежать ударов о внутренние части автомобиля, фиксируя положение пассажиров[6].

Применение ремней безопасности снижает вероятность гибели и получения тяжёлых травм для пассажиров:
- Переднего сиденья — на 40-50 %;
- Заднего сиденья — на 25 %.

Неэффективно перевозить детей массой до 36 килограмм без детского автокресла, так как преднатяжитель большинства ремней безопасности в случае аварии c пассажиром весом до 36 килограмм сработает неправильно.
Для наибольшей эффективности необходимо пристёгиваться водителю и всем пассажирам — непристёгнутый пассажир во время аварии начинает на большой скорости перемещаться по салону и своим телом может нанести тяжёлые травмы водителю и другим пассажирам, поэтому рекомендуется устанавливать ремни безопасности для каждого пассажира..
Ремни безопасности уменьшают риск гибели водителя и пассажиров переднего и заднего сиденья в зависимости от типа аварии от 2 (лобовое и боковое столкновения) до 5 раз (переворачивание).
Использование в воздушном транспорте:
- По оценке ФАА, ремни безопасности в самолётах снижают на 20 % вероятность летального исхода и на 88 % риск серьёзных травм пассажиров в случае аварийной посадки[8].

## Устройства удлинения и амортизации в ремнях безопасности автомобилей. Краткая характеристика применения
Ежегодно на дорогах гибнет 30 тыс. россиян. Необходимость применения устройств удлинения и амортизации в ремнях безопасности можно подтвердить следующим примером.
В телевизионной программе «Разрушители мифов» (01/03/11, ТV3) эксперты провели показ ряда публичных испытаний автомобилей. Легковой автомобиль на скорости 80 км/час осуществил лобовое столкновение с препятствием. При этом перегрузка, зафиксированная в этом столкновении, достигла 58 g. Передняя часть автомобиля была смята на величину, достигающую 1 м.
В данном случае возникает проблема применения в ремнях безопасности более эффективных технологий защиты человека от лобовых столкновений и многократных опрокидываний. Возникающие при этом перегрузки необходимо снизить многократно с использованием новейших технологий. Эти технологии могут быть реализованы устройствами удлинения и амортизации или комбинированными технологиями безопасности.
Устройства удлинения и амортизации ремня безопасности обеспечивают возможность снижения ударной и вибрационной нагрузки на человека и частично на аппаратуру, размещённую в автомобиле. Снижение ударной и вибрационной нагрузки достигается за счёт эффективного энергопоглощения, а также изменения направления векторов кинетической энергии, воздействующих на человека.
Простейшие технические решения устройств удлинения и амортизации ремней безопасности могут быть следующими.

### Устройства удлинения ремня безопасности
Устройства удлинения ремня безопасности предназначены для снижения кинетической энергии человека и реализуют следующие циклы: удлинения и фиксации ремня в случае аварии с возможностью управления энергией воздействия на человека. Возможны к реализации также циклы повторного удлинения и амортизации.
Устройства удлинения, как правило, размещены в нижней части ремня безопасности и содержат устройства, обеспечивающие удлинение ремня при заданной динамической нагрузке на определённую длину. Этим удлинением снижается ударная нагрузка на человека.
Устройства удлинения ремня безопасности могут быть выполнены в виде:
- зафиксированной петли в ленте ремня безопасности;

- свободного конца ремня безопасности, закреплённого в устройстве фиксации;

- дополнительного тросика, используемого в устройстве удлинения;

- устройства перемещения вдоль ленты ремня безопасности;

- устройства растяжения ремня безопасности;

- устройства проскальзывания ремня безопасности.

Возможны также другие технические решения, используемые в устройствах удлинения, в которых происходит удлинение ремня безопасности на заданную длину.
Простейший пример технического решения устройства удлинения может быть следующим.

### Петля ремня безопасности, скреплённая прошивочными нитями
В нижней части ремня безопасности размещена петля, скреплённая специальными прошивочными нитями. Снижение нагрузки на человека обеспечивается за счёт разрыва швов при определённой нагрузке. Тем самым снижается кинетическая энергия человека и соответственно травматизм при аварии автомобиля.
Основной недостаток — это защита человека только от однократной ударной нагрузки, например, при лобовом столкновении. В случаях многократных опрокидываний автомобиля защита человека минимальна. Вместе с тем, это простейшее техническое решение используется многими автопроизводителями.

### Амортизация ремня безопасности
Осуществляется с помощью упругих элементов, размещённых в устройстве фиксации, что позволяет защищать человека и аппаратуру от продолжительных ударных и вибрационных нагрузок незначительной амплитуды при езде по пересечённой местности.
Устройства амортизации могут быть выполнены в виде простейших пружин или эластичного фрагмента ленты ремня безопасности. Амортизатор одной своей частью должен быть соединён с лентой ремня безопасности, а второй своей частью — с устройством фиксации в виде обычной защёлки.